# 内村秀資
内村 秀資（うちむら しゅうすけ、2000年4月6日 - ）は、鹿児島県出身の、日本の柔道選手。階級は73kg級。身長173cm。血液型はO型。組み手は右組み。得意技は巴投。兄は66㎏級の内村光暉。

## 経歴
柔道は4歳の時に光武館で始めた。鹿屋東中学3年の時に全国中学校柔道大会66㎏級で2位になった。東海大学仰星高校へ進むと、2年の時に高校選手権73㎏級で3位となった。3年の時にはインターハイで優勝した。2019年に東海大学へ進学すると、1年の時に全日本ジュニアで3位になった。3年の時には学生体重別と体重別団体で優勝した。2023年に自衛隊体育学校の所属になると、実業個人選手権で優勝、講道館杯では3位になった。2024年の選抜体重別では決勝で筑波大学2年の田中龍雅に敗れて2位だった。講道館杯ても決勝で田中に敗れて2位にとどまった。グランドスラム・東京では準決勝で田中に敗れるも、3位決定戦でパリオリンピック銅メダリストであるパーク24の橋本壮市を巴投げで破って3位になった。2025年のグランドスラム・パリでは3回戦でコソボのアキル・ジャコヴァに敗れた。

## 戦績
- 2015年 -　全国中学校柔道大会 2位(66㎏級)
- 2018年 -　高校選手権 3位
- 2018年 -　インターハイ 優勝
- 2019年　- 全日本ジュニア 3位
- 2021年 -　学生体重別 優勝
- 2021年 -　体重別団体 優勝
- 2022年 -　体重別団体 2位
- 2023年 -　実業個人選手権 優勝
- 2024年 - 選抜体重別 2位
- 2024年 - 講道館杯 2位
- 2024年 - グランドスラム・東京 3位

(出典、JudoInside.com)